# ミルドレッド (映画)
『ミルドレッド』（英: Unhook the Stars）は、1996年のアメリカ映画。ニック・カサヴェテス監督の長編映画デビュー作品である。ビデオ化の際には『ミルドレッド/輝きの季節』、DVD化の際には『ミルドレッド/50歳からのスタートライン』のタイトルで発売された。

## キャスト
ミルドレッド・ホークス
演：ジーナ・ローランズ、吹替：谷育子
モニカ・ウォーレン
演：マリサ・トメイ、吹替：松本梨香
ビッグ・トミー
演：ジェラール・ドパルデュー、吹替：江原正士
ジェイク・”JJ”・ウォーレン
演：ジェイク・ロイド、吹替：矢島晶子
アン・メアリー・マーガレット・ホークス
演：モイラ・ケリー、吹替：岡村明美
イーサン・ホークス
演：デヴィッド・シェリル、吹替：家中宏
ジーニー・ホークス
演：ブリジット・ウィルソン、吹替：加藤優子
フランキー・ウォーレン
演：デヴィッド・ソーントン、吹替：森川智之